# Nordstadt (Wuppertaler Quartier)
Nordstadt ist die Bezeichnung für das Gebiet der in der zweiten Hälfte des 19. Jahrhunderts entstandenen Stadterweiterung am Hang der Wuppertaler Nordhöhen, nördlich des Stadtzentrums der damaligen Stadt Elberfeld. Heute ist eines der 69 statistischen Quartiere Wuppertals so benannt. Die Nordstadt wird durch die Hochstraße in das Ölberg-Viertel südlich und die eigentliche Nordstadt nördlich davon geteilt. Die Bebauung ist geprägt durch mehrstöckige Mietshäuser im Stil des Historismus und der Gründerzeit. Die Elberfelder Nordstadt gehört zu den größten zusammenhängenden Altbaugebieten aus der Gründerzeit in Deutschland. Auch die drei großen Elberfelder Kirchengemeinden bauten in diesen Jahren neue Kirchen für den Stadtteil, 1850 die lutherische Kreuzkirche, 1884 die katholische Herz-Jesu-Kirche und 1898 die reformierte Friedhofskirche.

## Verkehr
Die Nordstadt wird vom Elberfelder Zentrum aus mit der WSW-Linie 643 angefahren, die an der Haltestelle „Lutherstift“ ihren Endpunkt hat.

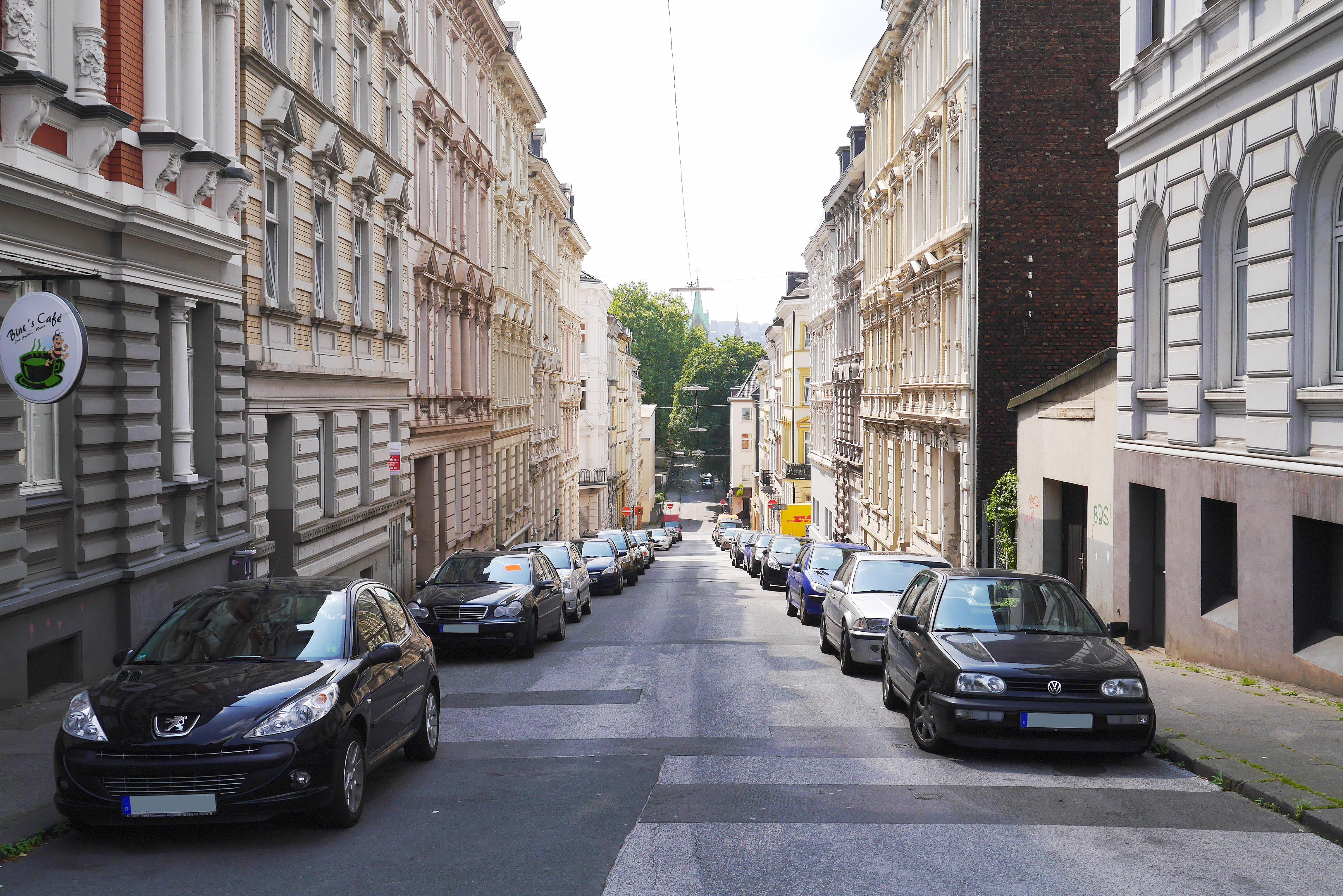
Neue Friedrichstraße
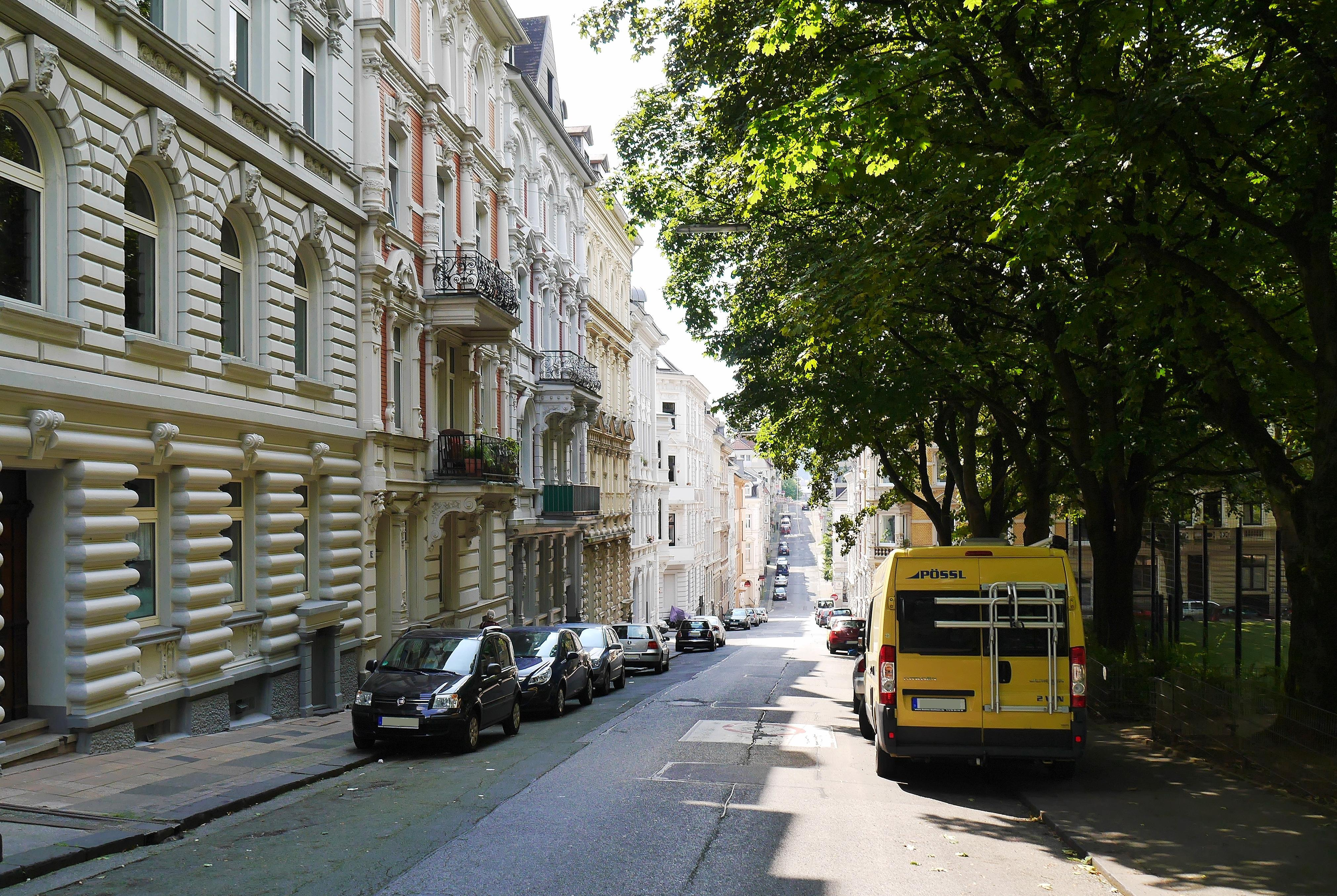
Neue Nordstraße
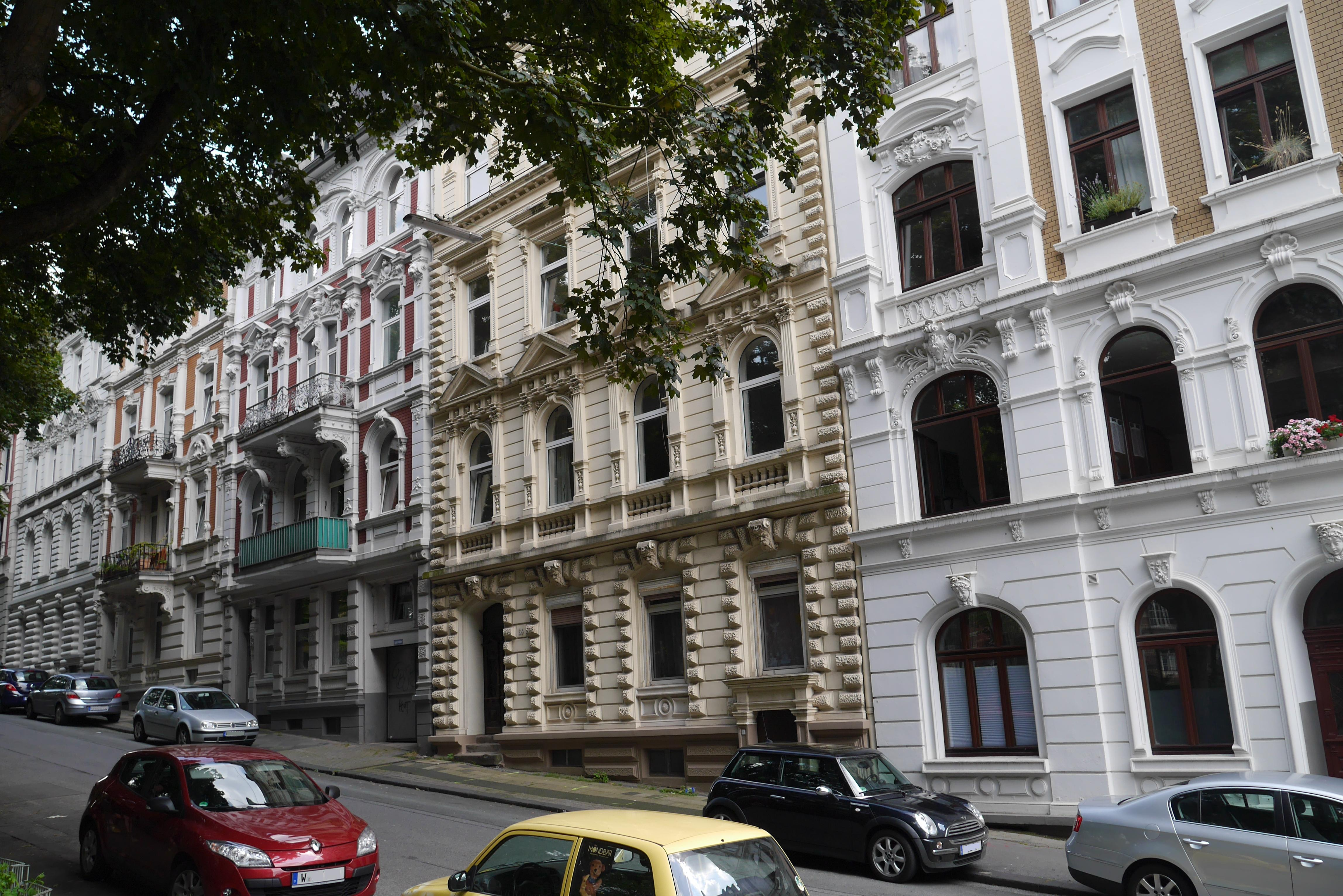
Häuserzeile an der Neuen Nordstraße
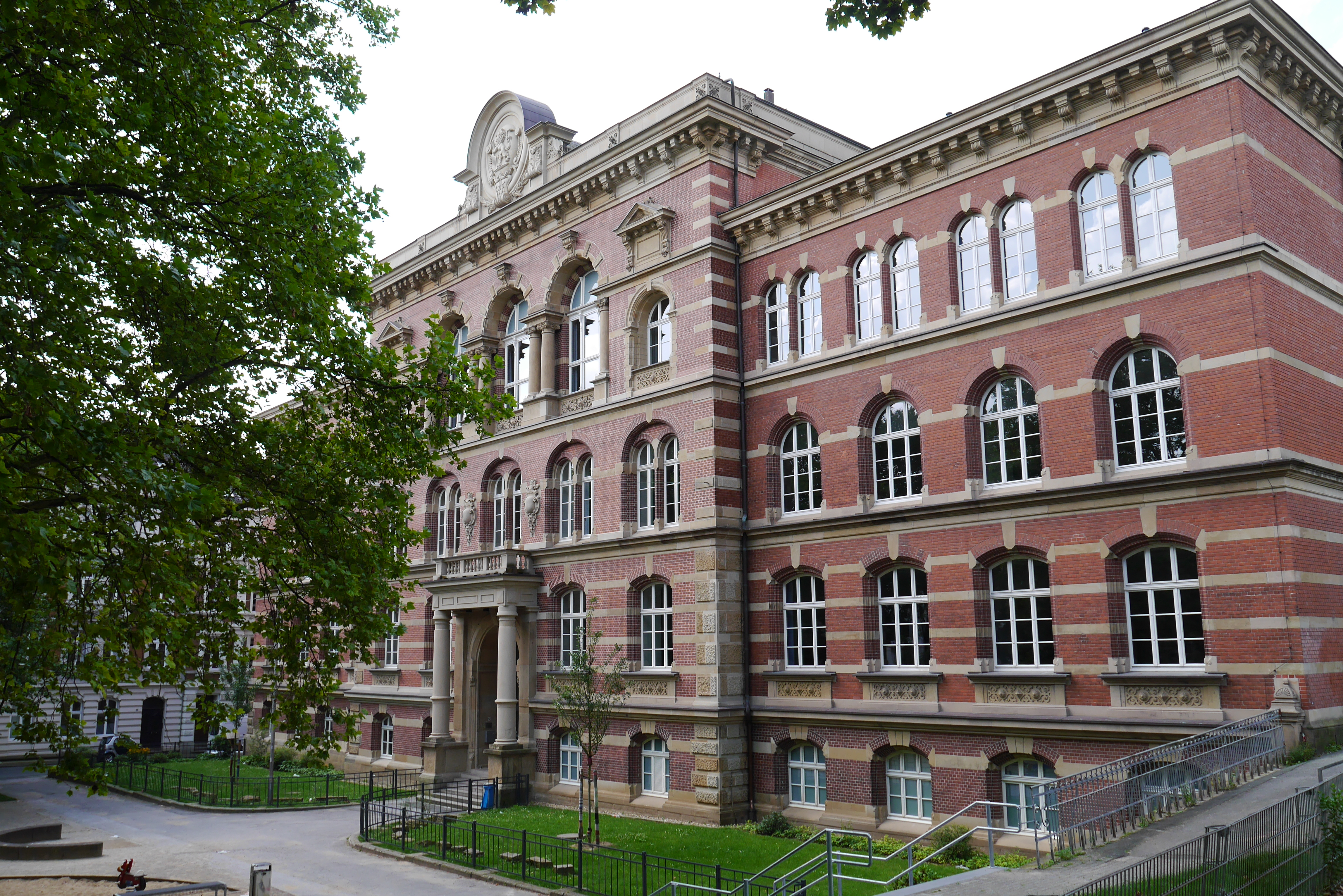
Hermann-von-Helmholtz-Realschule
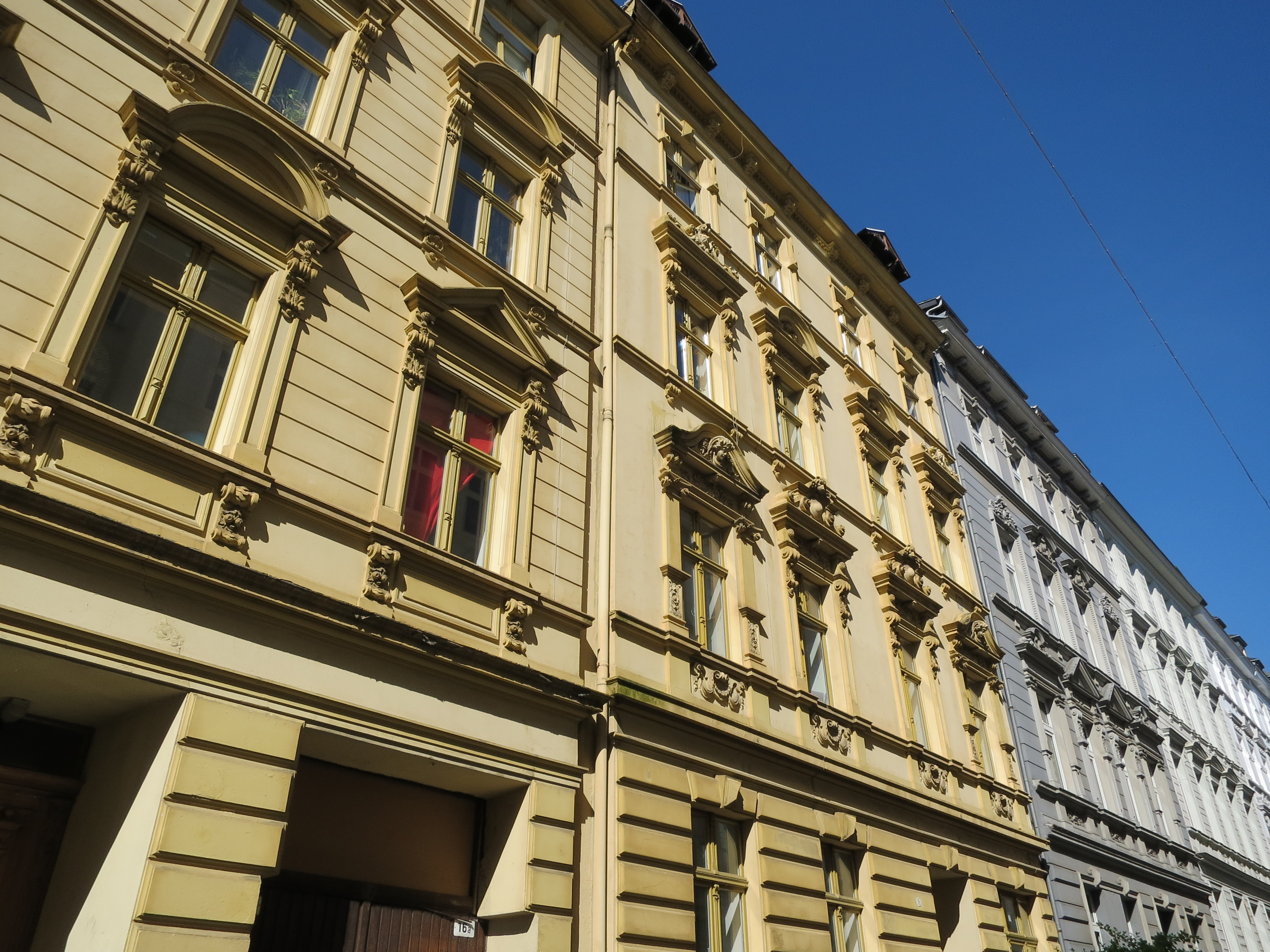
Gründerzeitliche Wohnhäuser in der Schreinerstraße auf dem Ölberg